# Теофилиск
Теофилиск (на гръцки: Θεοφιλίσκος) е древногръцки наварх през Критската война.
Теофилиск командва родоския флот през 201 г. пр. н. е. по време на битката при Хиос срещу силите на Филип V Македонски. Въпреки че битката е спечелена от Родос и Пергам, Теофилиск умира ден по-късно от раните, получени по време на сражението.